# Resolución 372 del Consejo de Seguridad de las Naciones Unidas
La resolución 372 del Consejo de Seguridad de las Naciones Unidas, adoptada por unanimidad el 18 de agosto de 1975, después de examinar la solicitud de  Cabo Verde para la membresía en las Naciones Unidas, el Consejo recomendó a la Asamblea General que Cabo Verde fuese admitida.